# Кальцієва сигналізація
Іони кальцію відіграють важливу роль в клітинній сигналізації, адже, входячи в цитозоль цитоплазми вони здійснюють алостеричний (регуляторний) вплив на багато ферментів і білків загалом. Іони Ca2+ можуть здійснювати сигнальну трансдукцію активуючи іонні канали або виконуючи роль вторинного посередника в сигнальних шляхах, наприклад, G-білокспряжених рецепторів.

## Регуляція внутрішньоклітинної концентрації іонів кальцію
Внутрішньоклітинна концентрація іонів кальцію в стані спокою, як правило, підтримується в межах 10-100 нМ. Для підтримки такої низької концентрації, іони кальцію активно відкачуються з цитозолю цитоплазми в міжклітинний простір та ендоплазматичну сітку, а іноді і в мітохондрії. Деякі цитоплазматичні білки та органели діють як буфери, зв'язуючи іони Ca2+. Сигнализація здійснюється при стимулюванні клітиною вивільнення іонів Ca2+ з внутрішньоклітинних кальцієвих депо, та/або коли іони Ca2+ входять в клітину через іонні канали плазматичної мембрани.

### Сигнальний шлях фосфоліпази С
Певні сигнали можуть викликати раптове збільшення цитоплазматичного рівня Ca2+ до 500—1000 нМ шляхом відкриття каналів в ендоплазматичній сітці або плазматичній мембрані. Найбільш поширений шлях передачі сигналів, що веде до збільшення концентрації цитоплазматичного кальцію є сигнальний шлях фосфоліпази С.
- Багато рецепторів клітинної поверхні, в тому числі G-білокспряжені рецептори та рецепторні тирозинкінази активують фосфоліпазу С.
- Фосфоліпаза С гідролізує мембраний фосфоліпід ФІФ2 (фосфатидилінозитол-4,5-бісфосфат) до ІФ3 (інозитол-3-фосфат) та ДАГ (діацилгліцерол), двох класичних вторинних посередників.
- ДАГ рекрутує протеїнкіназу С та приєднує її до плазматичної мембрани.
- ІФ3 дифундує в ендоплазматичну сітку та зв'язується з рецептором ІФ3.
- Рецептор ІФ3 виконує роль Ca2+-каналу і вивільнює Ca2+ з ЕПС.
- Іони Ca2+ зв'язуються з протеїнкіназою С, активуючи її[2].

Виснаження депо Ca2+ в ЕПС викликає входження іонів Ca2+ з позаклітинного середовища шляхом активації SOCs (англ. store-operated channels — депо-керовані канали). Цей вхідний потік іонів Ca2+ призводить до відновлення депо Ca2+ в ЕПС та називається ICRAC (англ. Ca2+-release-activated Ca2+ current). Механізми, за допомогою яких відбувається ICRAC в даний час[коли?] все ще досліджують, хоча дві молекули-кандидати, ORAI1 і STIM1, були пов'язані декількома дослідженнями, і модель депо-керованого надходження кальцію, за участю цих молекул, було запропоновано. Недавні дослідження показали фосфоліпаза A2 бета, НААДФ і білок STIM 1 як можливі медіатори ICRAC.
Рух іонів кальцію з позаклітинного компартменту в внутрішньоклітинний компартмент змінює мембранний потенціал. Це видно в серці, під час фази плато шлуночкового скорочення. У цьому прикладі, кальцій здйснює підтримання деполяризації серця. Кальцієва сигналізація через іонні канали також має важливе значення в нейронній синаптичній передачі.

## Кальцій як вторинний посередник
Важливість фізіологічних функцій для передачі сигналів кальцію коливаються в широких межах. Вони включають скорочення м'язів, передачу сигналу в електричному синапсі, клітинна моторику (в тому числі рух джгутиків і війок), запліднення, ріст клітин і проліферація, навчанні і пам'яті за рахунок синаптичної пластичності, а також виділенні слини. Високий рівень цитоплазматичного кальцію може також індукувати апоптоз клітин. Інші біохімічні функції іонів кальцію включають регуляцію активності ферментів, проникність іонних каналів, активність іонних насосів, а також компонентів цитоскелету.
Багато з Ca2+-опосредованних подій відбуваються, коли вивільнений Ca2+ зв'язується регуляторним білком кальмодуліном та активує його. Кальмодулін може активувати кальцій-кальмодулінзалежну протеїнкіназу, або може впливати безпосередньо на інші ефекторні білки. Крім кальмодуліну, є багато інших Ca2+-зв'язуючих білків, які опосередковують біологічні ефекти Ca2+.
У нейронах, супутнє збільшення цитозольного і мітохондріального кальцію має важливе значення для синхронізації нейронної електричної активності з мітохондріальним енергетичним метаболізмом. Рівень Ca2+ в мітохондріальному матриксі може досягати десятків мікромолярних рівнів, що необхідно для активації ізоцитратдегідрогенази, одного з ключових регуляторних ферментів циклу Кребса.
У нейроні, ЕПС може виконувати роль мережі інтеграції численних позаклітинних і внутрішньоклітинних сигналів в подвійний мембранній системі з плазматичною мембраною. Такий зв'язок з плазматичною мембраною створює відносно нове сприйняття ЕПС і теми «нейрон в нейроні.»